# Villa de los trabajadores (Amarna)

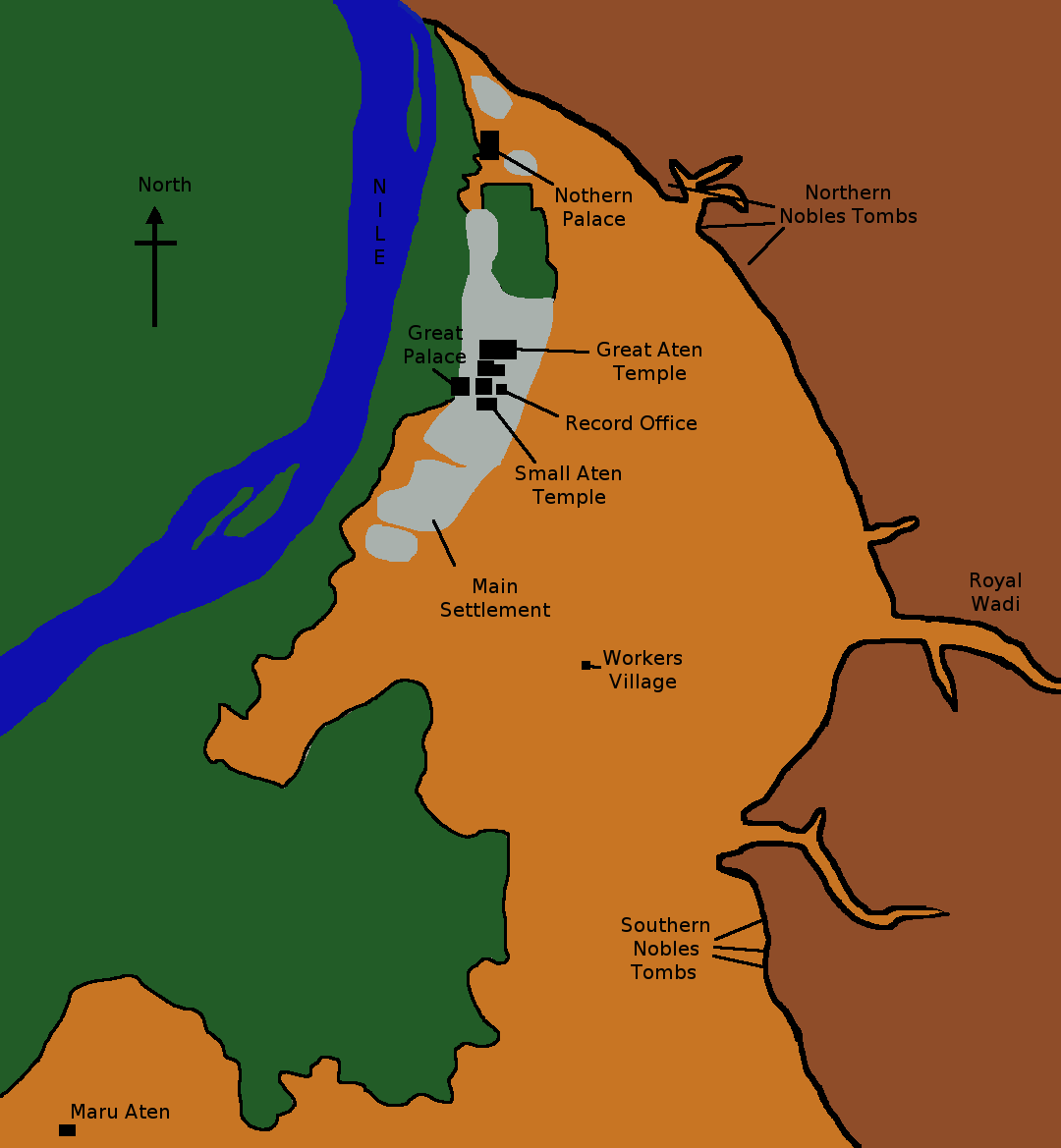
Mapa de Amarna con los principales asentamientos y tumbas

La villa de los trabajadores o pueblo de los artesanos de Amarna era un poblado enclavado en el desierto oriental de Amarna, una región situada en la ribera este del río Nilo. El pueblo formaba parte de la ciudad de Ajetatón, la capital fundada por Ajenatón a mediados del siglo XIV a. C., durante el Imperio Nuevo.
La villa estaba emplazada al sureste de la ciudad principal, alejada de los templos y palacios que constituían el centro administrativo y religioso de Ajetatón. En sus alrededores también se ubicaban las tumbas de los trabajadores, la villa de piedra y la necrópolis sur.
La aldea fue fundada como residencia para los obreros y artesanos que trabajaban en la construcción de las tumbas reales y las necrópolis de los nobles, de forma similar a otros pueblos de trabajadores como el Lahun o Deir el-Medina. Durante el periodo de Amarna, en la villa vivieron los operarios junto a sus familias, con una población total de unos 310 habitantes.  Las condiciones de vida de los habitantes eran muy austeras y en cierta medida, míseras.
El emplazamiento relativamente escondido del pueblo ha preservado numerosos edificios en un estado de conservación mejor que el resto de Amarna. Su localización, alejada de las zonas de cultivo, ha mejorado asimismo las condiciones de mantenimiento de los materiales orgánicos. La villa de los trabajadores también ha proporcionado numerosos utensilios cotidianos. Este aislamiento ha permitido mantener la huella arqueológica de la comunidad de habitantes del lugar, y ha ofrecido a los expertos mucha información sobre la forma de trabajo de sus habitantes.

## Excavación arqueológica
| 01-Tumbas del Norte           | 02-Tumbas del Sur            |
| 03-Altares                    | 04-Ciudad del Norte          |
| 05-Palacio del Norte          | 06-Maru-Atón                 |
| 07-Ciudad Central             | 08-Gran templo de Atón       |
| 09-Kom el-Nana                | 10-Villa de los trabajadores |
| 11-Tumbas de los trabajadores | 12-Valle Real                |
| 13-Tumba de Ajenatón          | V-Estela V                   |
| U-Estela U                    |                              |

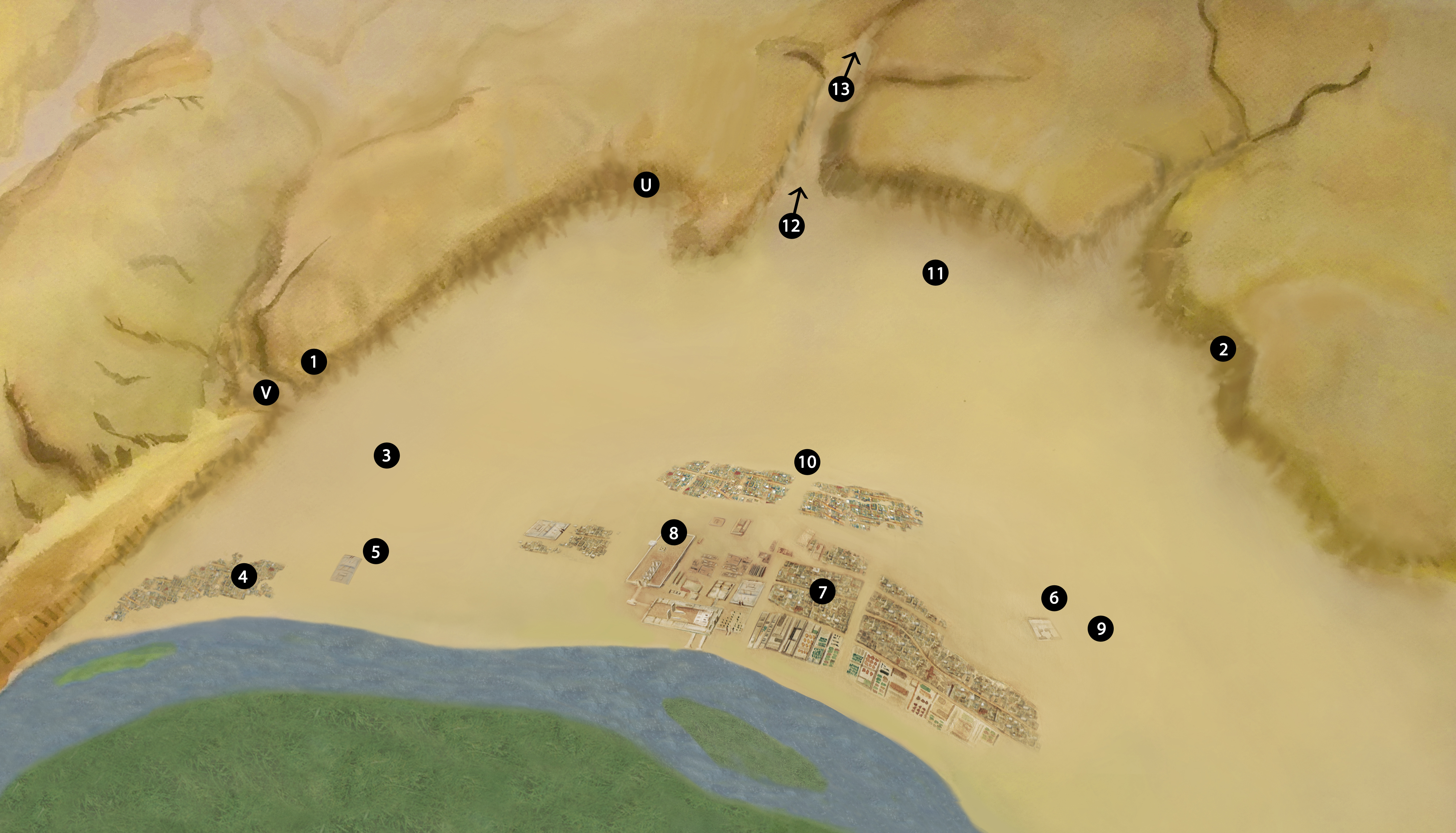
Recreación de una vista aérea de la ciudad de Amarna tal y como habría sido hacia 1340 a.C. La ciudad ha sido recreada a partir del conocimiento arqueológico actual (2014). (wikiArS Escola d'art La Industrial, 2013-14)

La villa de los trabajadores de Amarna fue excavada por primera vez a lo largo de 1921 y 1922, durante el apogeo del descubrimiento de Egipto llevada a cabo por los arqueólogos occidentales de la época. A pesar de que no hay confirmación sobre la identidad de los directores de la excavación, una descripción de los arqueólogos Thomas Eric Peet y Leonard Woolley apareció publicada alrededor de 1923 en su libro The City of Akhenaten (La ciudad de Ajenatón). 
Una nueva campaña entre 1979 y 1986 descubrió muchos más hallazgos arqueológicos. Entre los presentes durante este segundo periodo de excavación estaba el arqueólogo estadounidense Barry J. Kemp, que publicó numerosos libros y artículos relacionados con Amarna entre los años 1984 y 1987, con muchos detalles de la excavación.

## La villa amurallada
Las villas para el alojamiento de los trabajadores estaban planificadas previamente siguiendo una planta ortogonal o hipodámica. Eran recintos cuadrangulares, cuyo interior se organizaba por barrios. Siguiendo el ejemplo de Tebas, el pueblo de los artesanos de Amarna se diseñó sobre un plano urbano muy definido, con calles que se cruzaban en ángulo recto y casas de proporciones estandarizadas. Las viviendas estaban adosadas entre sí y separadas por calles que seguían la dirección norte-sur, lo cual permitía a sus habitantes desplazarse fácilmente dentro del poblado.
La villa propiamente dicha estaba rodeada por una sencilla muralla de ladrillo, formando un cuadrado de unos 70 metros de lado. Se orientaba hacia los puntos cardinales, de forma similar a la localidad de Deir el-Medina. La mayoría de las viviendas de los residentes se encontraban dentro de este recinto. Un segundo muro interior y algunos tipos de uniones de albañilería permiten suponer que el pueblo se amplió posteriormente hacia el oeste hasta alcanzar el lado occidental del valle de Amarna. Esta segunda muralla dividía al poblado en dos partes desiguales, una al oeste con dos filas de casas separadas por una calle, y otra al este con cuatro hileras de viviendas, orientadas hacia poniente y divididas por cuatro calles.
El interior del recinto amurallado, de unos 5000 metros cuadrados, tenía un total de 72 casas, muy similares entre sí y distribuidas según un trazado paralelo. En la esquina sureste se ubicaba una vivienda de mayores dimensiones, que podría haber pertenecido al vigilante del recinto. En la ampliación posterior también se dispuso otra vivienda mayor en su esquina suroeste. 
La entrada a la villa se producía por un único acceso, estrecho y situado en el muro sur, que era utilizado por los vecinos para entrar y salir diariamente. La existencia de un solo paso era debida a la voluntad de mantener a los trabajadores controlados y evitar el extravío de materiales, más que para la protección del poblado. En la parte interior de la entrada había un espacio abierto de mayor anchura donde se erigió un pedestal rectangular de poca altura, que podría haber sido un santuario.

### Viviendas
Las viviendas de la villa de los trabajadores de Amarna eran muy similares entre sí. La fachada de la casa tenía una anchura de unos cinco metros y su profundidad era de unos diez metros. Los muros de la planta inferior tenían una altura de unos 2.10 metros y un espesor de poco más de treinta centímetros, lo cual no permitía un segundo piso, aunque es posible que hubiesen existido terrazas con toldos en la cubierta. Las paredes interiores, de unos 13 centímetros de espesor, eran meramente divisorias, sin ninguna función estructural.
Los muros de las viviendas eran de ladrillo. Los techos se construían con varas y ramas entrecruzadas y se cubrían con otras ramas de menor tamaño. Posteriormente se revestían con tierra y barro, aunque a veces se empleaba esparto o matorrales. Cuando la longitud del techo era demasiado grande se empleaba como soporte intermedio un poste de madera sobre un bloque de piedra. En una casa se utilizó un tronco de palmera de unos dos metros de altura, enlucido con barro y cortado en su parte superior para recibir una viga.
La vivienda estaba dividida en tres estancias sucesivas mediante dos muros transversales. La intermedia era la mayor, y la parte trasera se dividía a su vez en dos habitaciones pequeñas. Había un total de cuatro recintos: un vestíbulo de entrada o patio delantero, una sala de estar central, un dormitorio y una cocina con una escalera que llegaba a la terraza del techo. Sin embargo, en algunas casas la escalera o la cocina se situaban en la zona de la entrada. Esta distribución inicial fue evolucionando a medida que los usos y necesidades de los habitantes fueron cambiando.
La orientación de las viviendas favorecía la entrada de los rayos del sol al amanecer en los dormitorios y las cocinas, mientras que al atardecer iluminaban el recibidor de la entrada e incluso la sala de estar a través de un claristorio. La entrada o sala frontal medía unos cinco por dos metros y se abría a la calle por una puerta de acceso situada en una esquina de la fachada. El hallazgo de comederos de ladrillo y ronzales evidencian que en esta estancia se guardaban los animales. En otras ocasiones, la existencia de talleres, telares, chimeneas y hornos muestran las distintas actividades a las que se dedicaban los habitantes.

### Vida cotidiana

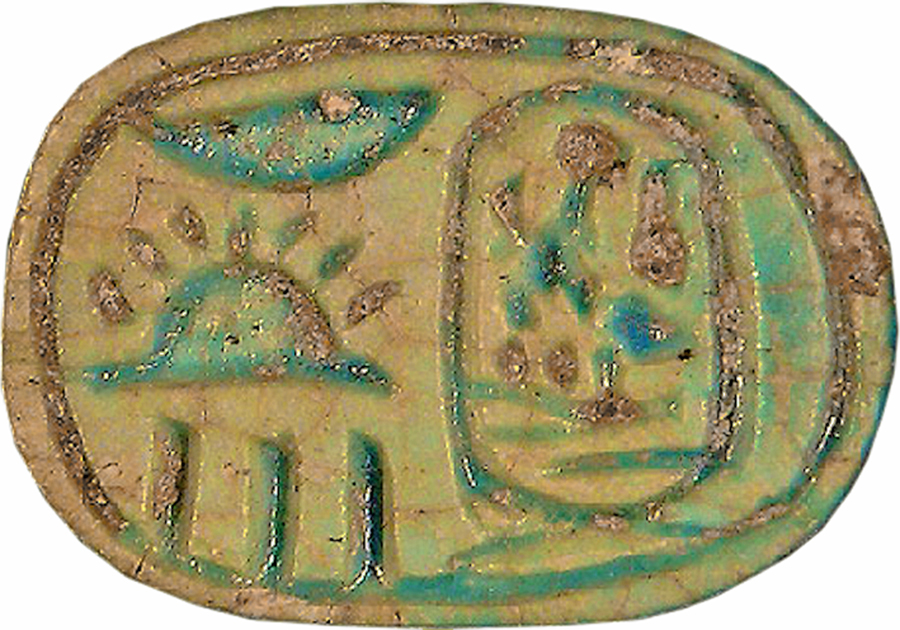
Escarabeo de Ajenatón hallado en Amarna

Durante los dos periodos de excavaciones se encontraron en estas casas numerosos utensilios empleados por los residentes en su vida cotidiana. Algunos ejemplos de estos objetos son los diminutos escarabeos artesanales que recibían la bendición del dios Atón, de acuerdo al culto religioso promulgado por Ajenatón. Se han hallado también restos de mobiliario y materiales de artesanía, especialmente los usados en la manufactura textil.
El agua era transportada desde el río y se almacenaba en grandes recipientes de piedra situados en las calles, en las fachadas de las casas. En algunas viviendas se construyeron establos de ladrillo contra los muros y en otras se encontraron ganchos clavados en las paredes que posiblemente se usaban para tejer.

## Capillas y pinturas murales
Al sureste de la villa amurallada, fuera de su recinto, se erigieron un total de veintitrés pequeñas capillas, construidas en piedra y ladrillo de barro. Sus estancias estaban cubiertas con un techo y en su interior habían bancos de ladrillo para las reuniones de la comunidad. También se encontraron hornos y restos de comida, probablemente para ser utilizada como ofrenda. Las capillas disponían de altares de ladrillo, sobre los que se colocaban diversas imágenes. Los muros estaban decorados con elaboradas pinturas murales y grabados en piedra. Dos de las capillas tenían tumbas anejas, y había un pequeño cementerio en lo alto de la colina situada en la parte trasera. Es probable que en estas capillas se celebrasen ritos conmemorativos para los antepasados fallecidos, en los que se organizarían banquetes familiares en su honor.>

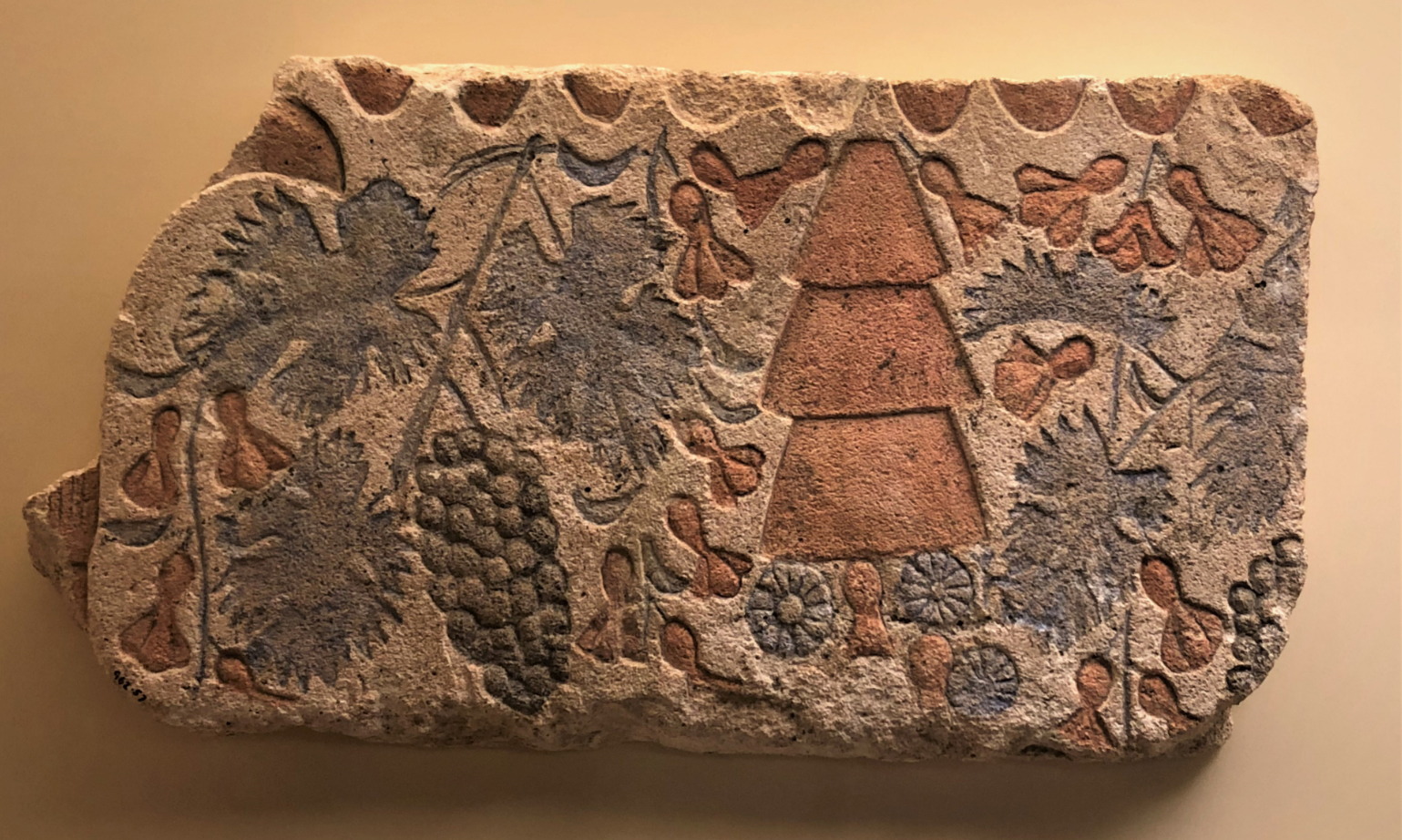
Fragmento de relieve en color de un muro con motivos de uvas y flores perteneciente al periodo amarniense. Museo Real de Ontario, Canadá

Frente a la esquina sureste del recinto amurallado se encontraba la llamada capilla mayor. Sus muros principales se revistieron con un enlucido de yeso blanco mediante el proceso de aplicación de margas de yeso. En el muro oriental había numerosas representaciones de buitres, discos solares alados, flores de loto agrupadas en ramos, diversos animales y otros símbolos tradicionales egipcios dedicados a las distintas deidades. Estos dibujos fueron realizados con pigmentos de yeso de colores, en lugar de emplear la técnica del encalado utilizada en el resto de la capilla. 
Lamentablemente, solo se ha conservado una parte de estas pinturas murales, repartidas por la capilla y algunas zonas de yeso en los muros. Esto se debe a que el enlucido de yeso se fragmentó tras siglos de abandono. Aunque este deterioro es importante en la capilla principal y en otras cinco, la mayor parte de los trozos de pintura de yeso descubiertos han podido ser interpretados e incluso restituidos a las zonas de las cuales provenían.
Según el arqueólogo británico e investigador Fran Weatherhead, la función de las capillas era "experimentar un sentido de comunión con los espíritus." En este sentido, la presencia de las capillas por todo el pueblo induce a pensar que sus habitantes realizaban ofrendas, tanto a sus deidades como a los seres queridos recientemente difuntos. Esto quedaría demostrado por el hecho de que la mayoría de las capillas se construyeron cerca de una gran área de tumbas, situadas al norte de dichas capillas. 
La muerte reciente de un ser querido, que entraba en la otra vida, justificaba la presencia de un altar de ofrendas dentro de la capilla mayor. Esto conllevaba que se levantasen diversos altares de aspecto parecido para los distintos difuntos. Al final, la distinción de cada capilla respondía a cada uno de los dioses que se adoraban y a su símbolo respectivo pintado en las paredes.

## Cantera y vertedero
Al sur de la villa amurallada se halló un área de canteras y depósitos de escombros. Los ladrillos del poblado se fabricaban principalmente con arcilla excavada del suelo del desierto. Se han encontrado numerosas canteras de arcilla, una de ellas lo suficientemente grande como para considerarla una mina. Era una zona empleada como vertedero de escombros, con numerosos objetos rotos y detritos orgánicos procedentes de la aldea, materiales que también se extendían en superficie hacia el sur y el este.

## ÁreaZir
Al sur del pueblo amurallado y al oeste de la cantera había una zona llana de desierto donde se conservaban al aire libre grandes vasijas de alfarería, del tipo llamado en egipcio "zir". Se almacenaban en vertical en pilas de piedra unidas con argamasa. El lugar tenía también dos recintos de ladrillo. El pueblo de los artesanos no parece que tuviera un pozo propio, puesto que el nivel freático del agua estaba a una profundidad considerable. En lugar de ello, la villa se abastecía de un pozo de la ciudad principal, traída probablemente en ánforas de cerámica. El zir podría haber sido el lugar donde se recibía y almacenaba el agua necesaria para el consumo humano y animal.

## ZonaX1
La ruta natural desde la ciudad seguía un camino que rodeaba la meseta y se acercaba a la villa desde el sur. En el lugar donde el sendero comenzaba a bordear las colinas y se empezaba a divisar el pueblo se dispuso una línea de estelas a lo largo del desierto para marcar la frontera. En uno de sus lados se construyó un conjunto de pequeñas estancias sobre una terraza, quizás para albergar un punto de control.

## Corral de animales
En un área abierta al sureste de la villa se ubicaban unos cuantos edificios bajos, cuyos muros estaban construidos con ladrillo y piedra unidos con mortero. Estas edificaciones disponían de patios y en sus esquinas habían cercados separados por un muro curvo. Las puertas del recinto eran estrechas y estaban flanqueadas con pequeños salientes sobre los cuales se disponían transversalmente unos listones de madera que funcionaban como una barrera parcial. En el exterior se situaban diversos establos de piedra que por su tamaño estaban destinados a guardar los animales.
En los alrededores se encontraron restos de cerdas duras y negras, identificadas posteriormente como pertenecientes a cerdos. En los depósitos de desechos había numerosos huesos de estos animales, así como de ovejas, cabras y reses. El cuidado empleado en la construcción de estos rediles y la gran cantidad de agua necesaria para su cría muestran la importancia de esta industria para los aldeanos. En la villa se hallaron bastantes huesos de cerdo, aunque no se localizaron las instalaciones para su mantenimiento.

## Jardines
Junto a las capillas y cerca de los corrales se hallaron diversas parcelas de jardín. En algunos casos estaban rodeadas por una valla y en otros se disponían en forma de retícula, formada por 16 o 20 huecos que tenían una superficie de 0.5 a 1 m² cada uno. Estaban rellenos de tierra negra proveniente de los limos de aluvión del Nilo. Estos jardines aparecen representados en las escenas de algunas tumbas del Imperio Antiguo y del Nuevo, y se han encontrado en algunas excavaciones de Nubia, en Mirgissa y en la zona de Amarna. Se piensa que en ellos podrían haberse cultivado flores y plantas, aunque no se ha encontrado ninguna prueba botánica directa hasta la fecha.

## Importancia de la villa
En general, la mayor parte de las pinturas murales de Amarna no se dedicaban únicamente a representar al dios Atón junto a la familia real, sino que también eran una muestra de la vida cotidiana de los ciudadanos, su prosperidad, alegría y sobre todo su animación. 
La mayoría de las pinturas murales de la ciudad principal se han destruido y solo se conservan en pequeños fragmentos. Por ello, la gran cantidad de restos encontrados en la villa de los artesanos pueden proporcionar una mejor comprensión de las normas sociales de este lugar durante este periodo. El pueblo proporcionaba mano de obra para la construcción de las diversas tumbas, templos y otros encargos de proyectos reales a través de Amarna, sobre todo los relacionados con la reforma religiosa de adoración al dios Atón, establecida por el rey durante su reinado.

### Significado religioso

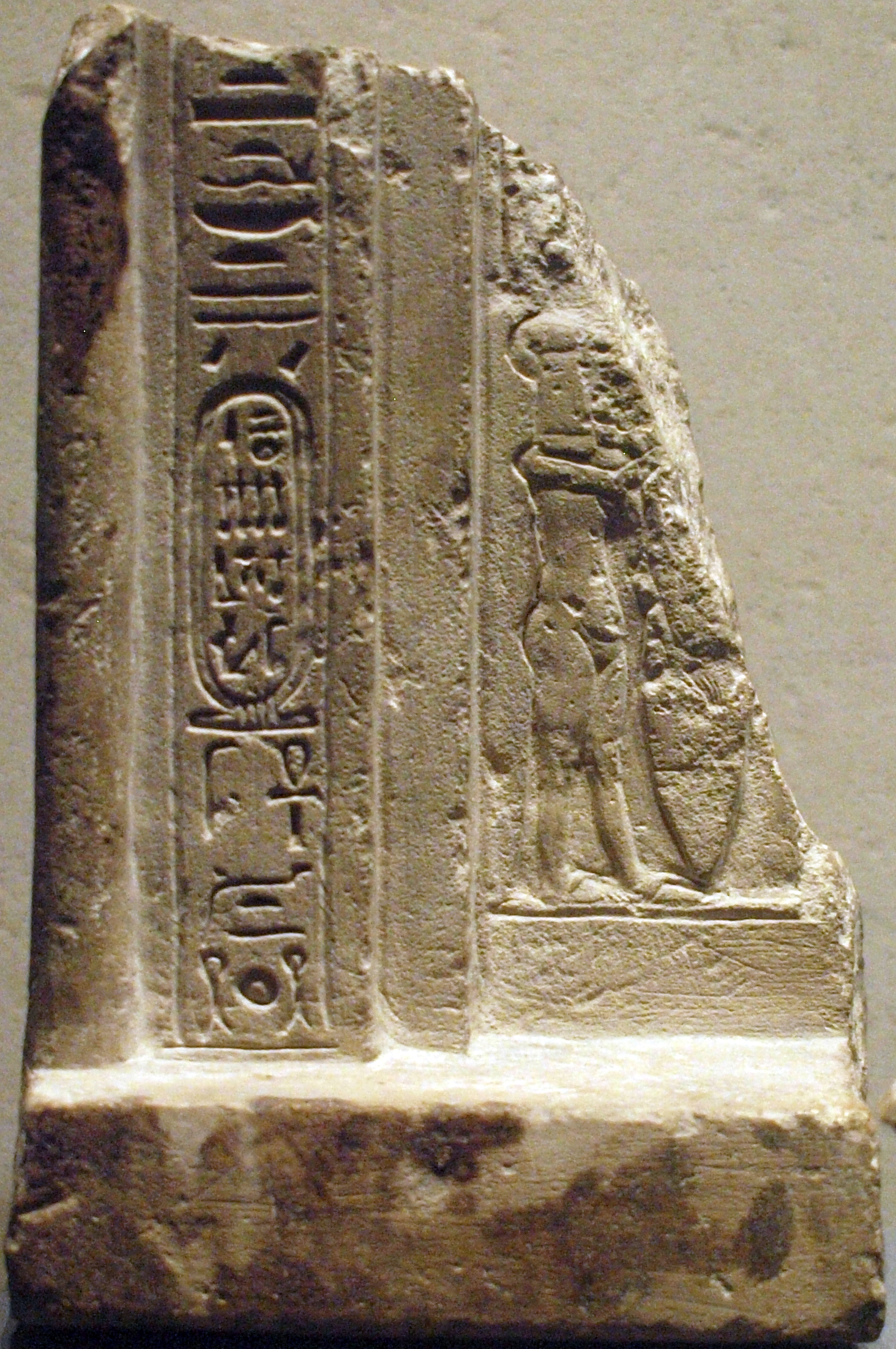
Altar de una vivienda de Amarna con el nombre del dios Atón en un cartucho

Durante el reinado de Ajenatón, el culto al dios Atón tuvo una gran importancia desde el punto de vista religioso. Según el monarca, Atón lo había guiado hacia el horizonte de la puesta del sol natural entre Menfis y Tebas, donde el rey quedó convencido de que era el lugar de nacimiento del dios. En ese momento ordenó la construcción de una nueva capital en los terrenos donde se producía el ocaso, que fue terminada durante su sexto año en el poder. Finalmente, la devoción de Ajenatón hacia Atón culminó con su reforma religiosa de la sociedad egipcia, en la cual todos debían adorar a la familia real, que a su vez veneraba a Atón. 
Los diversos templos, tumbas, viviendas para la élite y demás encargos reales albergaban pinturas o jeroglíficos que mostraban de forma significativa el punto de vista religioso que Ajenatón impuso a través de sus reformas. Sin embargo, la presencia de las capillas del pueblo de los artesanos, dedicadas a sus seres queridos fallecidos y a otras deidades, demuestra la existencia de otros edificios religiosos más allá de la revolución religiosa centrada en el culto a Atón, y que permitía a los aldeanos venerar a las deidades adoradas antes de este periodo.

## Análisis de los principales expertos
Durante las campañas de 1921 y 1922, el arqueólogo Thomas Eric Peet dedujo que la población recientemente descubierta era «el hogar de los excavadores y grabadores de las tumbas de la ciudad (Ciudad de Ajenatón, Vol. I, pág. 52).» En realidad, la hipótesis de Peet no era del todo correcta dada la cantidad de información aún no descubierta en aquel momento.
El profesor Barry J. Kemp, de la Universidad de Cambridge, estudió el sitio de Amarna cuando en 1979 comenzaron las excavaciones dirigidas por la Egypt Exploration Society, y desde entonces ha escrito una gran cantidad de libros y artículos relacionados con el lugar. Su investigación muestra un gran interés por la forma de vida de los habitantes de las ciudades y pueblos del Antiguo Egipto. En su retrospectiva de 1986 sobre la excavación de la villa, Kemp se refiere directamente a la hipótesis de Peet por la forma en que llegó a su conclusión dados los lugares que excavó, en particular Deir el-Medina, y por el hecho de encontrar grandes similitudes entre ambos sitios.
Con el tiempo, algunos expertos han tomado en consideración el pueblo de los artesanos y su contribución en el conjunto general de Amarna, incluyendo a Fran Weatherhead, de la Universidad de Cambridge, en su publicación de 2007 «The Main Chapel at the Amarna Workmen’s Village and its Wall Paintings alongside Kemp» (La capilla principal de la villa de los trabajadores de Amarna y sus pinturas murales junto a Kemp). En general, estos investigadores y otros egiptólogos han manifestado que la villa de los trabajadores es importante para el estudio de Amarna por la forma en que vivieron los aldeanos durante el reinado de Ajenatón.